# Năm (lịch)
Năm trong lịch bắt đầu vào ngày đầu năm mới của hệ thống lịch nhất định và kết thúc vào ngày trước ngày tết năm sau, và do đó bao gồm cả một số ngày nhất định. Một năm cũng có thể được đo bằng cách bắt đầu vào bất kỳ ngày nào được đặt tên theo lịch khác và kết thúc vào ngày trước ngày được đặt tên này vào năm sau. Điều này có thể được gọi là "thời gian của năm", nhưng không phải là "năm dương lịch". Để dung hòa năm dương lịch với chu kỳ thiên văn (có số ngày nhỏ), một số năm nhất định có thêm ngày ("ngày nhuận" hoặc "ngày xen kẽ").
Năm trong lịch Gregorius, được sử dụng ở hầu hết các nơi trên thế giới, bắt đầu vào ngày 1 tháng 1 và kết thúc vào ngày 31 tháng 12. Nó có thời lượng 365 ngày trong một năm bình thường, với 8.760 giờ, 525.600 phút, hoặc 31.536.000 giây; và là 365 ngày trong một năm nhuận, với 8.784 giờ, 527.040 phút, hoặc 31.622.400 giây. Với 97 năm nhuận cứ sau 400 năm, năm có độ dài trung bình là 365,2425 ngày. Các lịch dựa trên công thức khác có thể có độ dài vượt xa so với chu kỳ mặt trời: ví dụ: lịch Julian có độ dài trung bình 365,25 ngày và lịch Do Thái có độ dài trung bình 365.2468 ngày. Lịch Hồi giáo là lịch âm gồm 12 tháng trong một năm 354 hoặc 355 ngày.
Năm nhiệt đới trung bình, tính trung bình trên các phân vị và solstice, hiện là 365.24219 ngày, ngắn hơn một chút so với độ dài trung bình của năm trong hầu hết các lịch, nhưng giá trị của nhà thiên văn học thay đổi theo thời gian, do đó, đề xuất điều chỉnh  của John Herschel theo lịch Gregory có thể trở nên không cần thiết vào năm 4000.